# ジュリー・ブルセ
ジュリー・ブルセ（Julie Bresset、1989年6月9日 - ）は、フランス、サン＝ブリユー出身の女子自転車競技（MTB・クロスカントリー）選手。

## 来歴
2009年
マウンテンバイク世界選手権・クロスカントリー(XC) U23部門 3位
2011年
- マウンテンバイク世界選手権
  -  チームリレー 優勝（+ ファビアン・カナル、ヴィクトル・コレツキ、マキシム・マロット）
  -  XC・U23部門 優勝
- マウンテンバイクワールドカップ・XC部門 総合優勝
  - 第2戦ダルビー・フォレスト、第3戦オフェンブルク、第5戦ウィンドハムで勝利。

2012年
- ロンドンオリンピック・クロスカントリーにおいて、4周目以降ほぼ独走となり優勝。
- マウンテンバイクワールドカップ・XC部門 総合4位
  - 第3戦ノヴェー・メェスト・ナ・モラヴェで勝利。
- マウンテンバイク世界選手権
  -  XC 優勝
  - チームリレー 2位